# Sénéchaussée de Béziers
La sénéchaussée de Béziers était une circonscription judiciaire de l'ancien régime, créée en 1551 par distraction de la sénéchaussée de Carcassonne. Le siège était à Béziers.
Son territoire comprenait :
- le diocèse d'Agde
- le diocèse de Lodève
- le diocèse de Béziers, dont les 11 communautés : Adissan, Aumelas, Paulhan, Plaissan, Popian, le Pouget, Pouzols, Saint-Amans-de-Teulet, Saint-Bauzille-de-la-Sylve, Tressan, Vendémian ont le choix de se présenter à Béziers ou à la sénéchaussée de Montpellier.
- appartenant au diocèse de Montpellier, les communautés d'Aniane, la Boissière et Puéchabon.
- appartenant au diocèse de Narbonne : Capestang, Creissan, Montels, Nissan, Poilhes, Puisserguier, Quarante.
- appartenant au diocèse de Castres : Castanet-le-Haut, Saint-Geniès-de-Varensal, Saint-Gervais-Ville, Saint-Gervais-Terre.
- appartenant au diocèse de Saint-Pons, 18 communautés.